# Emmy the Great
Emmy the Great, de artiestennaam van Emma-Lee Moss (Hongkong, 1984) is een Engelse singer-songwriter. Zij zingt in het Engels, maar ook in het Chinees.

## Biografie
Moss werd geboren in 1984 in Hongkong en emigreerde op 12-jarige leeftijd naar Londen.
Emmy the Great begon in 2005 als singer-songwriter en is naast haar eigen nummers, ook te horen in het nummer Seattle van Norman Cooks project the Brighton Port Authority. Ook is zij te horen op het debuutalbum van Lightspeed Champion, Falling Off the Lavender Bridge. Haar debuutalbum, First Love, kwam in februari 2009 uit.

## Discografie

### Albums
- First Love (9 februari 2009) - Close Harbour
- Virtue (13 juni 2011) - Close Harbour
- Second Love (11 maart 2016) - Bella Union

### Ep's
- My Bad (13 september 2007) - Close Harbour
- Chriss Moss (24 december 2007) - Close Harbour
- Edward (3 augustus 2009) - Close Harbour

### Singles
- Secret Circus / The Hypnotist's Son (6 april 2005)
- Gabriel (26 november 2007)
- We Almost Have a Baby (10 november 2008)
- First Love (23 februari 2009)